# Chetone angulosa
Chetone angulosa là một loài bướm đêm thuộc phân họ Arctiinae, họ Erebidae.